# Манси, Кэмерон
Кэмерон Тэйн Манси (англ. Cameron Thane Muncey; род. 4 февраля 1980 года, Мельбурн, Австралия) — австралийский гитарист и вокалист. Он — гитарист рок-группы Jet, образовавшейся в 2001 году. Манси, совместно с Ником и Крисом Цестерами является соавтором многих хитов Jet, в том числе «Are You Gonna Be My Girl», «Radio Song», «Put Your Money Where Your Mouth Is» и «Cold Hard Bitch».

## Биография
В период обучения в «St Bedes High School» Манси встретил Ника и Криса Цестеров, с которыми в дальнейшем образовал группу «Jet». Манси стал основным гитаристом группы.
Группа «Jet» выпустила 3 студийных альбома, на каждом из которых есть песни, которые Манси написал единолично или в соавторстве с другими участниками группы. Среди таких синглов, есть в том числе:
- «Are You Gonna Be My Girl» (AUS: золотой[2], USA: золотой[3])
- «Cold Hard Bitch» (#1 в чартах US Hot Mainstream Rock Tracks, #1 в US Hot Modern Rock Tracks[4])
- «Seventeen» (AUS: золотой[5])

В некоторых песнях группы «Jet» («Hey Kids», «Radio Song», «She Holds A Grudge») Манси не только исполняет гитарные партии, но и является бэк-вокалистом.

### Награды и номинации
Кэмерон Манси двукратный победитель и номинант премии «APRA Awards» (ежегодно, с 1982 года, вручаемой «The Australasian Performing Right Association» композиторам и поэтам из Австралии и Новой Зеландии).
| Год  | Номинируемая работа                                       | Категория                               | Результат |
| ---- | --------------------------------------------------------- | --------------------------------------- | --------- |
| 2006 | «Are You Gonna Be My Girl» — Ник Цестер, Кэмерон Манси    | Most Performed Australian Work Overseas | Победа    |
| 2006 | «Cold Hard Bitch» — Ник Цестер,Крис Цестер, Кэмерон Манси | Most Performed Australian Work Overseas | Номинация |
| 2007 | «Are You Gonna Be My Girl» — Ник Цестер, Кэмерон Манси    | Most Performed Australian Work Overseas | Победа    |